# Chénens
Chénens är en ort och kommun i distriktet Sarine i kantonen Fribourg, Schweiz. Kommunen hade 847 invånare (2023).